# 도요우라정 (니가타현)
도요우라정(豊浦町)은 니가타현 기타칸바라군에 설치되었던 정이다.  시바타시에의 통근율은 23.1%·니가타시(구 니시칸바라군 구로사키정은 제외)에의 통근율은 10.2%이다. 2003년 7월 7일, 시바타시와 합병하였다.

## 지리
니가타현의 북동부에 위치한 농촌지대이다. 우에쓰 본선과 국도 460호가 마을을 통과하고 있다. 북서쪽에서 동쪽에 걸쳐 시바타 시에 깊숙이 감싸는 형태로 인접해 있어 시바타 시가지와도 가깝다.

## 교통

### 철도
- 동일본 여객철도
  - 우에쓰 본선

### 도로
- 국도 460호선